# Советская торговля (журнал)
Советская торговля (укр. Радянська торгівля) — щомісячний науково-економічний журнал міністерства торгівлі СРСР. 

## Історія та опис
Видавали в Москві з 1927 року. До 1930 року виходив під назвою «Вопросы торговли» (укр. Питання торгівлі), з 1931 по 1937 — сучасна назва, з 1938 по 1940 — «Вопросы советской торговли» (укр. Питання радянської торгівлі), з початку 1941 року — знову сучасна назва. З липня 1941 року видання журналу припинено, а відновлено в 1952 році. 
У журналі висвітлювали актуальні проблеми економіки, організації та техніки оптової та роздрібної державної торгівлі. Публікували рецензії на книги та брошури з питань торгівлі; матеріали про розвиток торгівлі у соціалістичних та капіталістичних країнах. Тираж (станом на 1975 рік) — 124 тисячі екземплярів.